# باشگاه فوتبال کلاب دپورتیوو باداخوز
باشگاه فوتبال کلاب دپورتیوو باداخوز یک تیم فوتبال اسپانیایی است که در باداخوس در منطقه خودمختار اکسترمادورا واقع شده است. 